# الثورة المولدافية (1848)
الثورة المولدافية عام 1848 هو الاسم المستخدم للحركة القومية الرومانية الليبرالية غير الناجحة المستوحاة من ثورات عام 1848 في إمارة مولدوفا. في البداية سعت إلى التوافق ضمن الإطار السياسي الذي فرضته القوى الأجنبية (الإمبراطورية الروسية) لكنها رفضته لاحقًا ودعت إلى إصلاحات سياسية أكثر شمولًا. بقيادة مجموعة من المثقفين الشباب، اقتصرت الحركة في الغالب على تقديم الالتماسات والمشاريع الدستورية، على عكس الانتفاضة الناجحة التي حدثت في وقت لاحق من ذلك العام في والاشيا المجاورة، والتي قُمعت بسرعة. كان هذا على الرغم من حقيقة أن الثوريين المولدافيين كانوا أكثر اعتدالًا واستعدادًا لتقديم تنازلات في مطالبهم للإصلاحات من نظرائهم من والاشيا، حيث استمرت الحياة السياسية والاجتماعية في مولدوفا تحت سيطرة الأرستقراطية المحافظة، مع بقاء الطبقة الوسطى في طور التكوين.

## الخلفية
في مولدافيا، دخل البويار، في صراع حاد مع الأمير ميخائيل ستوردزا، معترضين على استبداده وفشله في استشارتهم، مع رغبة البعض في الاستيلاء على العرش. لقد نبذوه لسانت بطرسبرغ واسطنبول، وشكلوا مؤامرات في الجمعية العامة، ولكن نظرًا لانقسامهم داخليًا وافتقارهم إلى الدعم الشعبي، ظل ستوردزا غير مهتم بهذه الحركات.
كما تعرض الفلاحون للظلم، واشتدت معارضة ستوردزا بين عامي 1846 و1848. احتجت الاتحادات التجارية والصناعية في ياش (العاصمة) في عام 1846 على خطة الأمير لزيادة الضرائب مرة أخرى؛ في العديد من المناطق الريفية، اعترض أصحاب العقارات الصغيرة والمتوسطة الحجم على دفع ضرائب إضافية؛ وشهد صيف عام 1847 منافسات حادة في عدة مدن يهودية من قبل البويار الليبراليين على مقاعد الجمعية العامة. رفض الفلاحون في مولدافيا ووالاشيا أداء خدمات العمل، مع تزايد العنف والهروب إلى الخارج في خريف عام 1847 والربيع التالي. حرصًا على التغيير، أثار المثقفون ثورة فبراير في باريس، إذ كان عدد منهم يدرسون هناك.

## لاحقًا
في 7 يوليو، دخلت القوات الروسية إلى مولدوفا لمنع إنشاء حكومة ثورية مماثلة لتلك الموجودة في بوخارست، لكنها لم تصل إلى والاشيا حتى 27 سبتمبر. استمرت الإدارة العسكرية حتى 1 مايو 1849، عندما وُقعت اتفاقية بالتا ليمان مع الحكومة العثمانية وأعادت السيطرة الروسية التركية المشتركة على إمارات الدانوب.
نصبت القوى غريغور ألكساندرو غيكا كأمير جديد لمولدافيا في عام 1849، كان قريبًا من الإصلاحيين وفي عام 1848 دعم برنامجهم الليبرالي. كان الاختيار يرجع أساسًا إلى الوزير العثماني رشيد باشا، الذي أعجب بليبرالية غيكا المعتدلة، والتي كان يعتقد أنها ستعزز إدارة مستقرة بعد الاضطرابات في العام السابق. ظل متعاطفًا مع الأجندة الليبرالية، ولم يسمح لعدد من الثوار بالعودة إلى ديارهم فحسب، بل جلب العديد منهم إلى إدارته، بما في ذلك كوغلنيسينو، وألكساندي، وإيون يونيسكو دي لا براد. أدخل إصلاحات إدارية مهمة وعزز التنمية الاقتصادية والتعليم، لكنه فقد تعاطف القادة الثوريين في النهاية لفشلهم في تغيير وضع الفلاحين أو توسيع مشاركة الطبقة الوسطى والدنيا في الحياة السياسية.

## مجرى الأحداث

### ياش
وصل الثوار المولدافيون إلى ياش بعد اندلاع العنف في الأفلاق. وفي 8 أبريل من عام 1848، اجتمع بعض كبار البويار المعارضين لستوردزا وبويار ليبراليين أصغر سنًا وممثلين للطبقة الوسطى وفئات مدينية أخرى، يقدر عددهم جميعًا ب1000، في فندق بطرسبرغ لاتخاذ قرار حول مجرى عملهم. كان هذا الاجتماع تتويجًا لأسابيع عديدة من الاجتماعات الصغيرة الخاصة والعديد من البيانات العامة التي تندد بالاستبداد والتي كانت كانت نتيجة لأخبار الأحداث في باريس وفيينا وبرلين. سادت مشيئة المعتدلين وتمكنوا من إقناع المجتمعين بدعم رفع عريضة إلى الأمير تطرح جميع مظالمهم وتقترح إصلاحات مناسبة. واتفقوا أيضًا على حل جمعيتهم وكل الاتحادات الأخرى مباشرة بعد تقديم عريضتهم. ويبدو أن هذا الحذر كان مستوحى بصورة رئيسية من الخوف من احتمال أن تدفع الفئات المدينية والفلاحية الأدنى حركة المعارضة نحو مطالب متطرفة.
أعدت لجنة ترأسها الشاعر فاسيلي أليسكاندري العريضة-الإعلان الموجهة إلى عامة الشعب وإلى الأمير. وكان هدفهم الإجمالي إقامة نظام سياسي ليبرالي معتدل وتحفيز نمو اقتصادي. وطُرح الالتزام الصارم بالقوانين من قبل الموظفين والمواطنين أيضًا كمبدأ رئيسي للحكومة، الأمر الذي كان إشارة لا لبس فيها إلى فساد نظام ستوردزا الاستبدادي وتعسفه. وبعد ذلك حُددت القواعد لانتخاب جمعية جديدة بتمثيل أكبر وتمتلك صلاحيات أوسع، بما في ذلك الحق في تقديم المقترحات إلى الأمير حول جميع المسائل التي تؤثر على المصلحة العامة وتفحّص كافة مراسيم الحكومة المتعلقة بالشؤون العامة والإدارة القضائية قبل وضعها موضع التنفيذ. وطالبوا بإنشاء مصرف وطني «لتسهيل التجارة» وإلغاء الرسوم الجمركية «التي تعود بضرر على الزراعة والتجارة» والتقدم بمناشدة عامة لتطوير علاقات الفلاحين مع ملاك الأراضي ومع الدولة. وفي حين أصروا على الإصلاحات وإنشاء مؤسسات جيدة، لم تكن لديهم النية بقلب البنى السياسية والاجتماعية القائمة في البلاد.
تلقى ستوردزا العريضة-الإعلان في 9 أبريل ووافق على 33 بند من أصل 35، ورفض البنود المتعلقة بحل الجمعية العامة وتشكيل حرس وطني واعترض أيضًا، كما يبدو، على إلغاء الرقابة.